# أنتيغوا غواتيمالا
أنتيغوا غواتيمالا هي مدينة، وبلدية في غواتيمالا، تتبع ساكاتيبيكيز، هي عاصمة ساكاتيبيكيز، وCaptaincy General of Guatemala ‏، بلغ عدد سكانها 45٬669 نسمة، في 2013، رمزها البريدي هو 03001.

## الموقع
تشترك في الحدود مع:
- San Antonio Aguas Calientes [الإنجليزية]‏
- Santa Lucía Milpas Altas [الإنجليزية]‏
- Santa María de Jesús [الإنجليزية]‏
- Magdalena Milpas Altas [الإنجليزية]‏
- Santo Domingo Xenacoj [الإنجليزية]‏
- Ciudad Vieja [الإنجليزية]‏.

## مدن توأم
المدن التوأم:
- سابوبان، خاليسكو
- خالابا
- Metepec, State of Mexico [الإنجليزية]‏
- كورال غيبلز، فلوريدا
- كانكون
- Benito Juárez Municipality, Quintana Roo [الإنجليزية]‏.

## أعلام
- رافاييل موراليس
- ماكسيمو سوتو هال
- رافاييل أنطونيو كاستيلانوس
- خورخي فيغا
- ألفارو خوسيه خيمينيز سوتو